# 孟买管辖区
孟买管辖区（英語：Bombay Presidency）是英属印度的一个行政区。它成立于17世纪，起初作为英国东印度公司的贸易据点，后来发展到包括印度西部和中部的大部分，以及一部分巴基斯坦和阿拉伯半岛。在它范围最大的时候，孟买管辖区包括今天印度的 古吉拉特邦、马哈拉施特拉邦西部的三分之二，和卡纳塔克邦西北部；还包括今天 巴基斯坦的信德省以及也门亚丁的英国领地。孟买管辖区的一部分直接由英国人统治，还有一部分是由臣服英国总督的当地王公统治的土邦。

## 早期历史
英国在孟买管辖区的第一个居留地建于1618年，当时东印度公司在苏拉特建立了一个商行，并获得了莫卧儿帝国皇帝贾汉吉尔的保护。1626年，荷兰和英国做出了一次成功的努力，从葡萄牙手中获取了

## 领地扩张
在1803年，孟买管辖区只包括撒尔塞特岛（自1774年起）、苏拉特和

## 地理

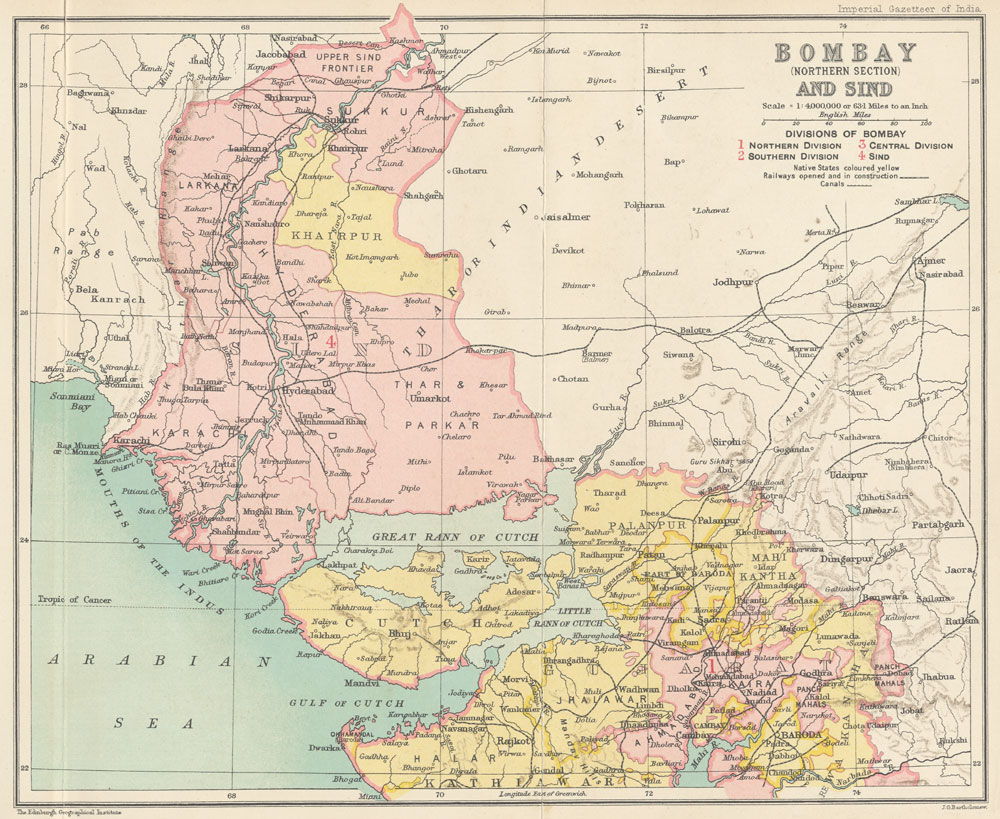
1909年孟买管辖区的北部

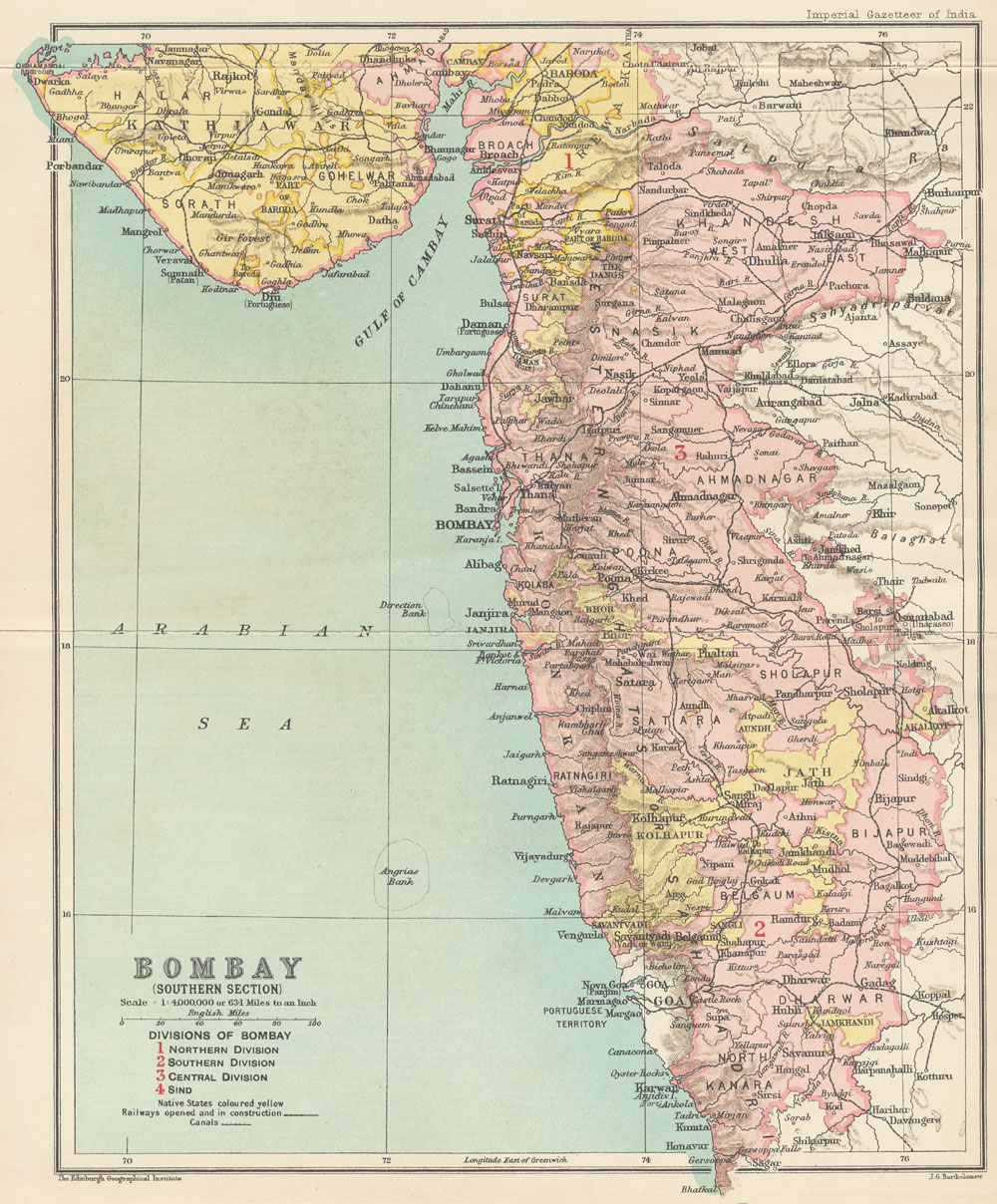
1909年孟买管辖区的南部

孟买管辖区的北部与俾路支、旁遮普和拉杰普塔纳相邻；东部是中央省的印多尔和海得拉巴；南面是马德拉斯管辖区和迈索尔王国；西面到 阿拉伯海。在以上边界之内有一个葡萄牙殖民地果阿、达曼和第乌，和直接与印度政府发生关系的巴罗达土邦。在政治上孟买管辖区还包括位于今天也门的亚丁领地。其总面积，包括信德尔不包括亚丁，是188,745平方英里，其中122,984平方英里由英国直接统治，而65,761平方英里为土邦。1901年总人口达到25,468,209人，其中有18,515,587人住在英国管辖区 territory，6,908,648人住在土邦。

## 人民
孟买管辖区的人口众多，构成也极其复杂。1901年的人口统计表明，其人口总数为25,468,209，宗教构成为：印度教19,916,438人，穆斯林4,567,295人，耆那教535,950人，祆教78,552人，基督徒大约200,000人。
在信德，自从在8世纪被阿拉伯人征服以后，伊斯兰教就在当地宗教中占支配地位。在古吉拉特的支配宗教是印度教，虽然伊斯兰教王国在省内许多地方留下了影响。
在孟买管辖区内，信德的主要语言是信德语， 古吉拉特是古吉拉特语和印度斯坦语，塔那和中央区是马拉地语， 在南部是马拉地语和埃纳德语。

## 农业
智利胡椒、马铃薯、姜黄和烟草。

## 工业
孟买管辖区的主要产业是棉纺织业。19世纪末蒸汽机在孟买、普遍使用。1905年，在孟买管辖区有432座工厂，大部分都属于棉花

## 教育
孟买大学成立于1857年

## 20世纪的改革
1919年，英属印度开始了蒙太古-切姆斯福德改革，在1921年制定了法律，扩充了议会，将更多选举出来的印度本地权威人士充实进去，并提出二头政治的原则，将某些职权，如农业、健康、教育和地方政府，从中央政府移交给省。1935年将孟买管辖区变为正是省份，信德则单独建省。

## 独立以后
1947年，孟买省成为新独立的印度的一部分，而信德省成为巴基斯坦的一部分。1950年孟买省改称孟买邦，从前附属于孟买管辖区的土邦也并入新成立的邦。